# Bédarieux
Bédarieux (okcitansko Bedarius) je naselje in občina v južnem francoskem departmaju Hérault regije Languedoc-Roussillon. Leta 2009 je naselje imelo 6.564 prebivalcev.

## Geografija
Naselje leži v pokrajini Languedoc ob reki Orb, 56 km zahodno od Montpelliera.

## Uprava
Bédarieux je sedež istoimenskega kantona, v katerega so poleg njegove vključene še občine Camplong, Carlencas-et-Levas, Faugères, Graissessac, Pézènes-les-Mines, Le Pradal, Saint-Étienne-Estréchoux in La Tour-sur-Orb z 10.077 prebivalci.
Kanton Bédarieux je sestavni del okrožja Béziers.

## Zanimivosti
- cerkvi sv. Aleksandra in sv. Ludvika, vmesna postaja romarske poti v Santiago de Compostelo, Via Tolosane;

## Pobratena mesta
- Estepa (Andaluzija, Španija),
- Leutkirch im Allgäu (Baden-Württemberg, Nemčija),
- Medenine (Tunizija),
- Ouarzazate (Maroko).